# جایزه ری بردبری
جایزه ری بردبری نبولا برای ارائه برجسته دراماتیک (به انگلیسی: The Ray Bradbury Nebula Award for Outstanding Dramatic Presentation) (با نام سابق جایزه ری بردبری برای ارائه برجسته دراماتیک (به انگلیسی: Ray Bradbury Award for Outstanding Dramatic Presentation) هر سال توسط سازمان نویسندگان داستان‌های علمی تخیلی و فانتزی آمریکا (SFWA) برای کارهای علمی تخیلی یا فانتزی مانند فیلم‌ها یا قسمت‌های تلویزیونی ارائه می‌شود. برای واجد شرایط بودن در نظر گرفتن جایزه نبولا، یک اثر باید به زبان انگلیسی در ایالات متحده منتشر شود. آثاری که به زبان انگلیسی در سایر نقاط جهان منتشر می‌شوند نیز مشروط بر اینکه در وب سایت یا در نسخه الکترونیکی منتشر شوند واجد شرایط هستند. فقط کارهای منفرد واجد شرایط هستند، نه سریال‌هایی مانند مجموعه تلویزیونی، اگرچه تهیه مینی سریال از سه قسمت یا تعداد کمتر مجاز است. این جایزه که به افتخار نویسنده و فیلمنامه‌نویس ری بردبری نامگذاری شده، در سال ۱۹۹۲ به عنوان جایزه ری بردبری برای ارائه دراماتیک برجسته آغاز به کار کرد. این جایزه در سال‌های ۱۹۹۲، ۱۹۹۹، ۲۰۰۱ و ۲۰۰۹ اهدا شد. در سال ۲۰۱۰، جایزه نبولا برای بهترین فیلمنامه که از ۱۹۷۴ تا ۱۹۷۸ و از ۲۰۰۰ تا ۲۰۰۹ اهدا می‌شد، متوقف شد.. جایزه ری بردبری، اگرچه هنوز یک دسته رسمی نبولا محسوب نمی‌شود، اما به دنبال مراحل نامزدی و رای‌گیری عادی به یک جایزه رسمی تبدیل شد. در سال ۲۰۱۹، SFWA اعلام کرد که این جایزه یک دسته نوبلا در نظر گرفته می‌شود.